# Baker (Louisiana)
|  | Dieser Artikel wurde aufgrund von inhaltlichen Mängeln auf der Qualitätssicherungsseite des Projektes USA eingetragen. Hilf mit, die Qualität dieses Artikels auf ein akzeptables Niveau zu bringen, und beteilige dich an der Diskussion! Eine nähere Beschreibung der zu behebenden Mängel fehlt. |

Baker ist eine Stadt in East Baton Rouge Parish im Bundesstaat Louisiana in den Vereinigten Staaten. Das U.S. Census Bureau hat bei der Volkszählung 2020 eine Einwohnerzahl von 12.455 ermittelt.

## Bevölkerung
Nach der Zählung von 2000 leben 13.793 Menschen in 4971 Haushalten, und 3782 Familien in der Stadt.
In der Stadt sind 29,8 % unter 18 Jahren alt, 10,7 % sind 18 bis 24, 28,5 % sind 25 bis 44, 21,1 % sind 45 bis 64, und 10,0 % sind älter als 65. Das Durchschnittsalter ist 32. Auf 100 Frauen kommen 84,6 Männer.

## Nationalgarde
Teile der Nationalgarde sind in Baker stationiert.

## Persönlichkeiten
- Linda Thomas-Greenfield (* 1952), Diplomatin